# Microphagie

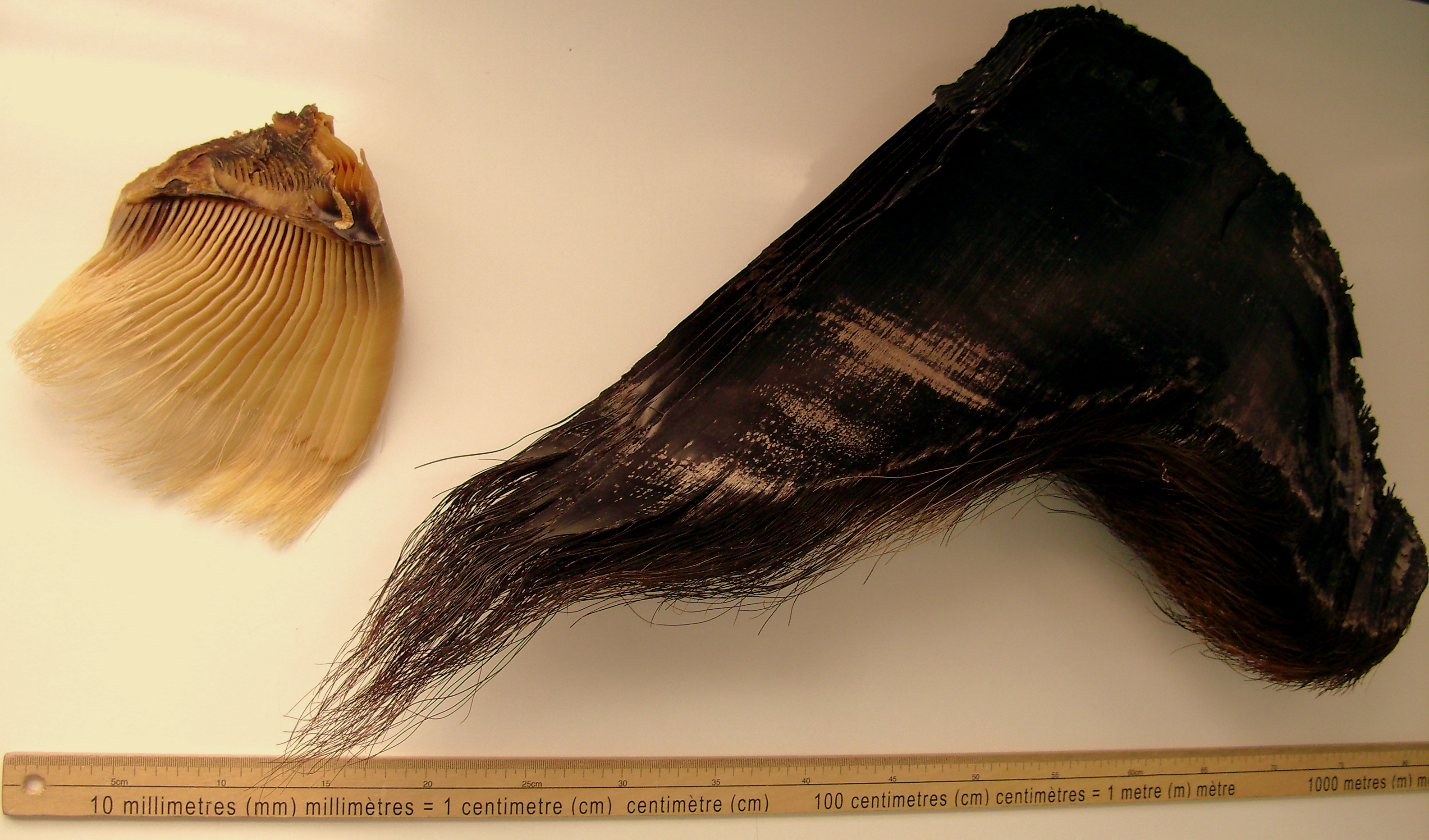
Fanons de rorqual

Les consommateurs d'aliments solides sont divisés en microphages et macrophages selon la dimension des particules alimentaires par rapport à leur propre taille.
Chez les animaux microphages, les particules alimentaires sont de très petite taille et doivent être absorbées en grande quantité. Ces particules vont des débris organiques de quelques nanomètres aux mollusques et crevettes. Ce qui constitue une partie importante du krill dont se nourrissent les baleines en filtrant les éléments nutritifs de l'eau avec leurs fanons.
Les systèmes de prise de nourriture sont variés : cils vibratiles assurant un courant d'eau et/ou mucus engluant les particules chez les mollusques et les tuniciers par exemple, des structures de filtrage chez les crustacés, flamants roses et baleines. Certaines espèces comme les lombrics ou les arénicoles ingèrent sans discernement la totalité du milieu qui les entoure et qui contient les particules alimentaires.
Dans le sol, les microphages peuvent être des collemboles, des oribates, des nématodes ou des larves de diptères. Ils se nourrissent des êtres vivants les plus petits, algues, protozoaires, champignons, bactéries.